# Jean Porporato

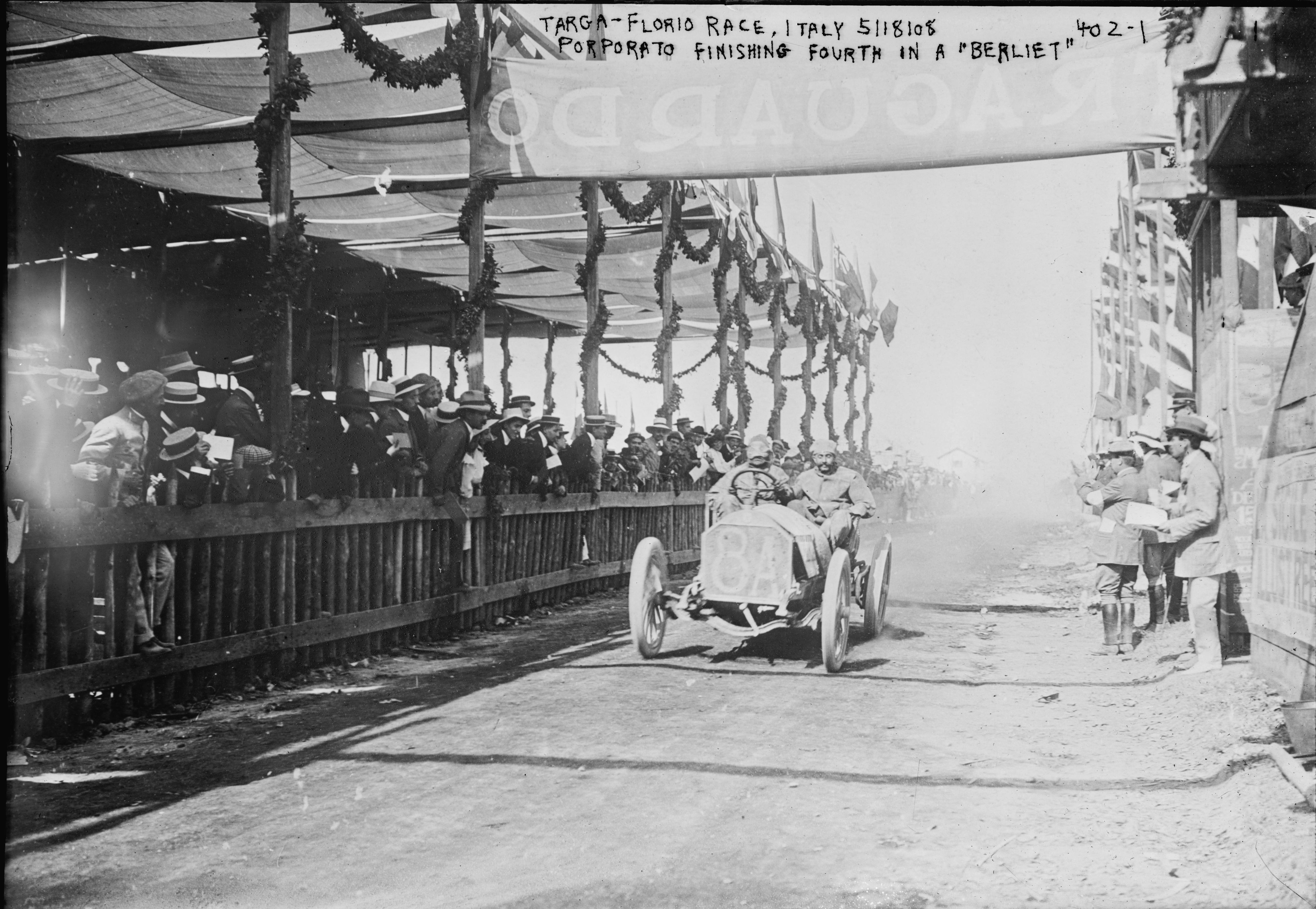
Jean Porporato podczas Targa Florio (1908)

Jean Porporato (ur. w 1881 roku w Turynie) – włoski kierowca wyścigowy i mechanik.

## Kariera
W swojej karierze Porporato startował głównie w wyścigach Grand Prix. W 1908 roku odniósł zwycięstwo w Targa Bologna, a w Targa Florio był czwarty. Startował również w Stanach Zjednoczonych w mistrzostwach AAA Championship Car oraz towarzyszącym mistrzostwom słynnym wyścigu Indianapolis 500. W pierwszym sezonie startów, w 1915 roku raz stanął na podium. Z dorobkiem 520 punktów został sklasyfikowany na piętnasty miejscu w końcowej klasyfikacji kierowców. Pięć lat później nie zdobywał punktów. W 1923 roku Włoch uplasował się na ósmej pozycji w klasie 1.1 24-godzinnego wyścigu Le Mans, a w klasyfikacji generalnej był 43.